# 도승지 (배우)
도승지(1977년 11월 30일 ~ )는 대한민국의 배우이다.

## 학력
- 안양예술고등학교 연극영화과 졸업
- 용인대학교 연극학과 졸업
- 중앙대학교 예술대학원 공연영상학과 수료

## 출연 작품

### 드라마
| 연도 | 방송사 | 제목              | 역할        | 비고 |
| ---- | ------ | ----------------- | ----------- | ---- |
| 1992 | SBS    | 《모래위의 욕망》 | 어린 태수   |      |
| 2005 | KBS2   | 《황금사과》      |             |      |
| 2007 | KBS2   | 《못말리는 결혼》 | 규식        |      |
| 2011 | SBS    | 《싸인》          | 고다경 동료 |      |
| 2011 | SBS    | 《내 딸 꽃님이》  | 경찰        |      |
| 2011 | MBC    | 《빛과 그림자》   | 강기태 기사 |      |

### 영화
- 《동해물과 백두산이》 (2003년) - 진행요원 2 역
- 《마을금고 연쇄습격사건》 (2007년) - 내사 2 역
- 《5백만불의 사나이》 (2012년) - 필수 부하 1 역
- 《청춘학당: 풍기문란 보쌈 야사》 (2014년) - 의원 역
- 《소수의견》 (2015년) - 의사 역
- 《서부전선》 (2015년) - 사수 역
- 《재심》 (2017년) - 국가인권위원회 위원 2 역
- 《천사는 바이러스》 (2021년) - 판수아들 역